# سیبل جان
سیبل جان (به ترکی استانبولی: Sibel Can) یک خواننده محبوب سبک موسیقی پاپ و موسیقی آرابسک اهل ترکیه با ریشه کولی است. سیبل جان یک رقاصه بود ولی کم‌کم وارد عرصه خوانندگی شد.
اولین آلبوم او را صدای ماندگار ترکیه یعنی اورهان گنجه‌بای (خواننده بسیار معروف سبک آرابسک ترکیه) آماده کرد. (یکی از دلایل شروع باور نکردنی سیبل جان کار کردن با حرفه ای‌ها بود).
او که پهنای طرفدارانش در آلبوم چهارم او را تبدیل به خواننده شماره یک ترکیه می‌کرد در اکثر ترانه‌هایش پیرو سبک آرابسک بود (رجوع شود به تاپیک همه چیز دربارهٔ ابراهیم تاتلیسس در بخش موسیقی ترکی) ولی به مرور زمان یعنی بعد از ۱۹۹۵ سبک خود رابه پاپ تبدیل کرد.
در سال ۱۹۹۵ با آلبوم Şarkılarda Senden Yana سبک موسیقی خود را کمی تغییر داد و ترانه‌های dedikodu و Deli Yüreğim باعث شد این آلبوم در مقابل دیگر آلبوم‌های او بیشتر سرو صدا کند. در سال ۱۹۹۷ آلبوم پادشاه (Padişah/Bu Devirde) که شعر و موزیک بیشتر آن‌ها کار سردار اورتاچ بود را روانه بازار کرد و به یکی از افرادی که در آن زمان بیشترین صحبت دربارهٔ ایشان می‌شد تبدیل شد. این سال (۱۹۹۷) از سال‌های اوج او بود. حتی خبرهای سراسری کانال‌ها نیز بدون گفتن چیزی از سیبل جان برنامه را تمام نمی‌کردند. البته او به خاطر این آلبوم صاحب چندین جایزه موزیک نیز شد و مثل اکثر خواننده‌های ترک پایش به سریال‌ها و برنامه‌های تلویزیونی باز شد.
با سریال بریوان Berivan (ترانه‌ای نیز به این نام اجرا کرد) هنر خود در بازیگری را نیز به همگان ثابت کرد و برای مدت‌ها در سر زبان‌ها بود.
بعد از آن با آلبومهای جدیدش همچون Daha yolun basindayim و sibel canin Sarkilari و Canim benim و Sen benimsin در بازار موسیقی تأثیرات بسیار بزرگی باقی گذاشت.
زندگی خصوصی او نیز با فراز و نشیب‌های فراونی همراه بوده و چندین بار ازدواج کرده است. او بعد از یک زندگی چندین ساله با هاکان اورال (Hakan Oral) از او جدا شد و بعد از مدتی هم با Sulhi aksut ازدواج کرد و در اکتبر امسال از او هم جدا شد و. در این سال‌های اخیر مادربزرگش را از دست داده است